# Nadezjda Talanova
Nadezjda Aleksandrovna Talanova (Russisch: Надежда Александровна Таланова) (Oedmoertië, 17 april 1967) is een Russisch biatlete. 

## Carrière
Talanova behaalde haar grootste successen in teamonderdelen, op de estafette won zij drie medailles tijdens de wereldkampioenschappen en in 1994 olympisch goud.

## Belangrijkste resultaten

### Wereldkampioenschappen
| Jaar | Plaats         | Onderdeel   | Onderdeel | Onderdeel     | Onderdeel  | Onderdeel | Onderdeel |
| Jaar | Plaats         | Individueel | Sprint    | Achtervolging | Massastart | Team      | Estafette |
| ---- | -------------- | ----------- | --------- | ------------- | ---------- | --------- | --------- |
| 1993 | Borovets       | –           | Zilver    |               |            | –         | Brons     |
| 1994 | Canmore        |             |           | DNF           |            |           |           |
| 1995 | Antholz        | –           | 16e       | –             | 6e         |           |           |
| 1996 | Ruhpolding     | –           | –         | –             | –          |           |           |
| 1997 | Brezno-Osrblie | –           | 11e       | 10e           | Zilver     | Brons     |           |
| 1998 | Pokljuka       |             |           | –             | –          |           |           |
| 1999 | Kontiolahti    | –           | 17e       | 20e           | –          |           | Zilver    |

### Olympische Winterspelen
| Jaar | Plaats      | Onderdeel   | Onderdeel | Onderdeel |
| Jaar | Plaats      | Individueel | Sprint    | Estafette |
| ---- | ----------- | ----------- | --------- | --------- |
| 1994 | Lillehammer | 16e         | 19e       | Goud      |